# Cédric Mathy
Cédric Mathy (ur. 2 lutego 1970 w Ixelles) – belgijski kolarz torowy i szosowy, brązowy medalista olimpijski.

## Kariera
Największy sukces w karierze Cédric Mathy osiągnął w 1992 roku, kiedy zdobył brązowy medal w wyścigu punktowym na igrzyskach olimpijskich w Barcelonie. W zawodach tych wyprzedzili go jedynie Włoch Giovanni Lombardi oraz Holender Léon van Bon. Był to jedyny medal wywalczony przez Mathy’ego na międzynarodowej imprezie tej rangi. Na tych samych igrzyskach, Belg zajął także szóstą pozycję w indywidualnym wyścigu na dochodzenie. Nigdy nie zdobył medalu na szosowych ani torowych mistrzostwach świata.
Jego żoną jest była kolarka belgijska Kristel Werckx.